# Unitat per Barcelona
Unitat per Barcelona és la coalició electoral formada per Esquerra Republicana de Catalunya, Reagrupament i Democràcia Catalana i que va concórrer a les eleccions municipals de 2011 a la ciutat de Barcelona. Els cinc primers membres de la llista electoral foren Jordi Portabella (ERC), Joan Laporta (DC), Ester Capella (ERC), Ignasi Planas (RI) i Anna Arqué (DC). Els dos primers van ser elegits regidors.